# High Energy Stereoscopic System

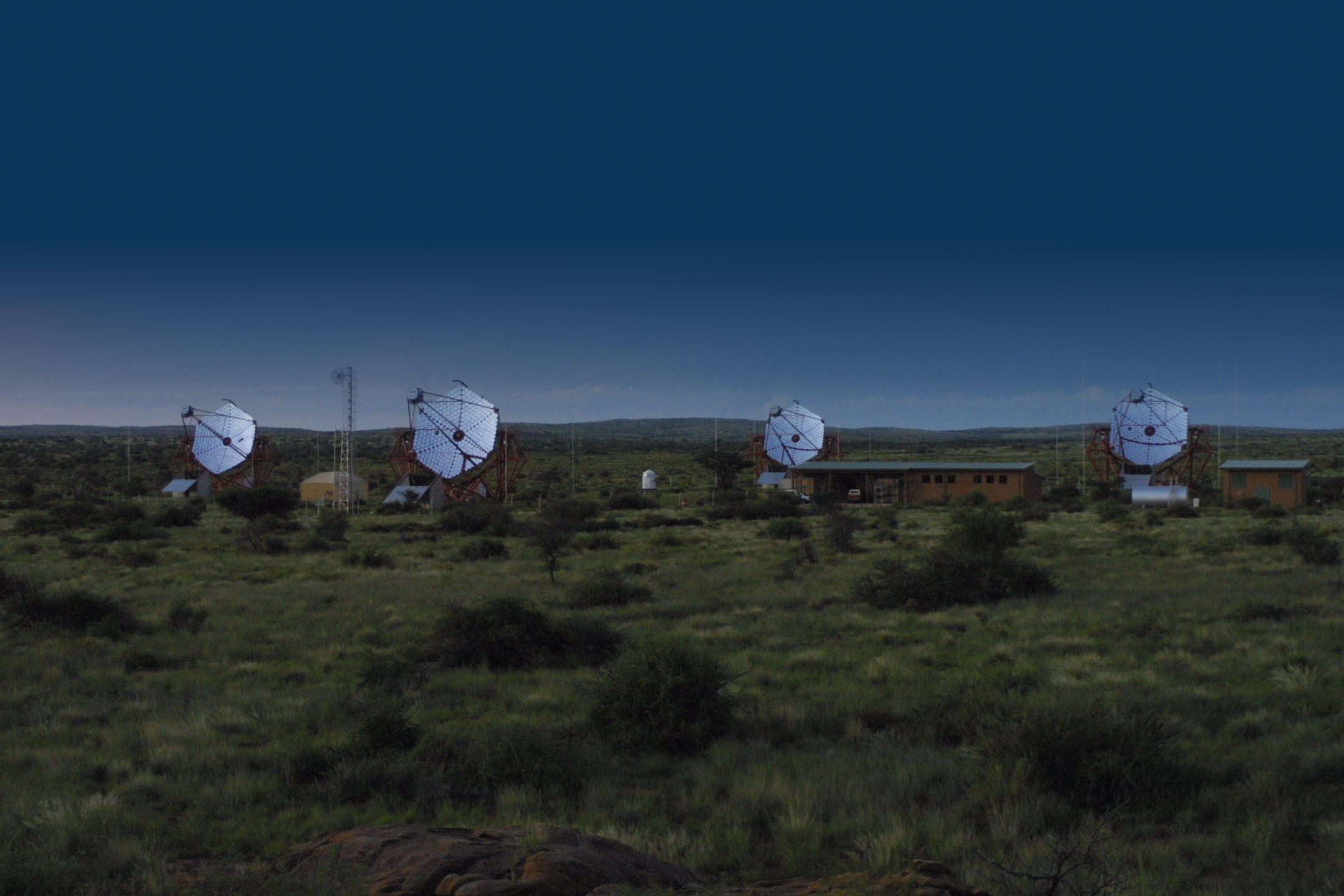
Cztery teleskopy systemu H.E.S.S.

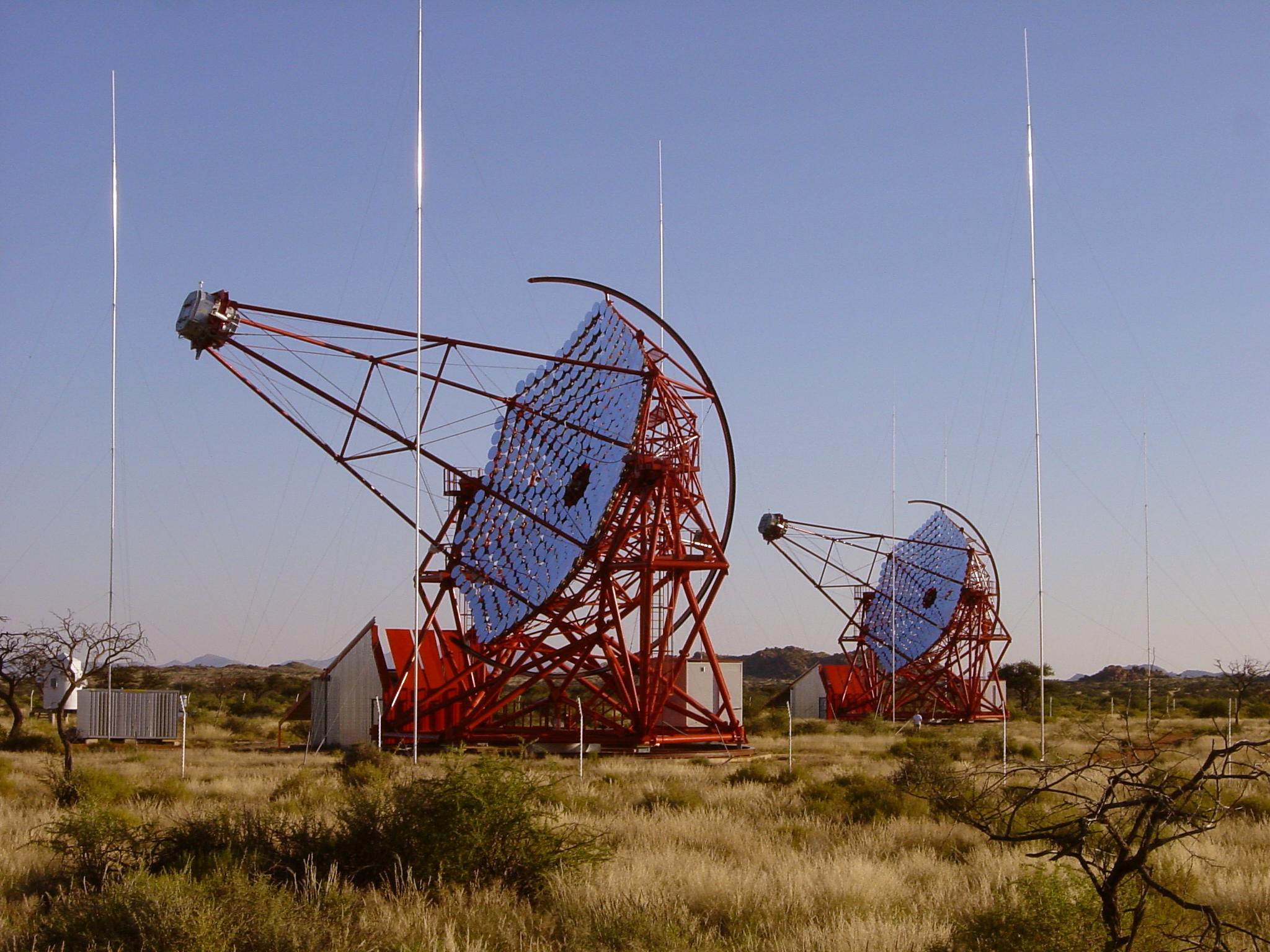
Teleskopy CT2 i CT3

High Energy Stereoscopic System (HESS) – obserwatorium astronomiczne znajdujące się w Namibii. High Energy Stereoscopic System to Wysokoenergetyczny System Stereoskopowy składający się z czterech teleskopów. Każdy z teleskopów systemu składa się ze sferycznego zwierciadła o powierzchni 107 metrów kwadratowych, złożonego z 382 okrągłych luster. Do rejestracji promieniowania Czerenkowa służy detektor składający się z 960 fotopowielaczy. Dzięki zastosowaniu czterech teleskopów możliwe jest wykorzystanie stereoskopii, co daje zdolność rozdzielczą ok. 3’. 
Obserwatorium HESS w pełnej konfiguracji działa od roku 2004. Prowadzi obserwacje w zakresie promieniowania gamma i służy między innymi do obserwacji pozostałości po wybuchach supernowych, pulsarów, plerionów, mikrokwazarów i aktywnych jąder galaktyk. Nazwa obserwatorium HESS ma również uhonorować Victora Hessa, który w 1912 roku wysunął jako pierwszy hipotezę istnienia promieniowania kosmicznego.

## Parametry obserwacyjne HESS
- Zakres energii rejestrowanych fotonów γ – 100 GeV - 10 TeV
- Dokładność pomiaru energii – ~ 15%
- Dokładność wyznaczania kierunku fotonu γ – 3' – 6'
- Pole widzenia – 5°
- Czułość – ~10-¹³erg/(cm²s)